# Tubulipora macella
Tubulipora macella är en mossdjursart som beskrevs av Ernst Marcus 1955. Tubulipora macella ingår i släktet Tubulipora och familjen Tubuliporidae. Inga underarter finns listade i Catalogue of Life.